# 罗马丁
罗马丁（1925年3月28日—2017年10月7日），男，原名罗晁馨。广西容县人。中国诗人。中国作家协会广西分会会员。

## 生平
1925年生。广西容县人。原名罗晁馨。15岁离乡，入桂林儿童教养院半工半读。后逃难至贵阳，进入战时中学读书。曾组织读书会，并自任组长，参加新民主主义青年团。1949年参军到云南边陲，后转业至梧州糖厂工作。1957年开始发表作品。担任梧州鸳江诗社社长，多次自费出版诗集。2004年加入中国作家协会。
因病医治无效，于2017年10月7日在梧州逝世，享年93岁。

## 作品
著有诗集《西江早霞》《北回归线》《南方热土》、长诗《李济深》《春天的传单》《西江东流去》等。主编《20世纪梧州新诗选》。